# Вивірка китицевуха
Вивірка китицевуха (лат. Rheithrosciurus macrotis) — вид гризунів родини вивіркових (Sciuridae).

## Опис
Довжина тіла від 30 до 53 см, хвіст трохи коротший, вага від 1 до 2 кг. Забарвлення дуже строкате: спина світлого шоколадного або каштаново-коричневого кольору, уздовж світлих жовтувато-білих боків простягається широка темно-коричнева смуга. Щоки сірі, передні лапи в темних «рукавичках», задні — яскраво-коричневі. Черевна сторона біла, дуже пухнастий темний хвіст, як би вкритий інеєм через те, що кінці загалом темних волосинок хвоста білі або світло-сірі. Довгі вуха прикрашені китицями.

## Поширення
Мешкає в лісах на острові Калімантан.

## Спосіб життя
Вона веде переважно наземний спосіб життя, хоча може також добре пересуватися по деревах. Влаштовує гніздо в низько розташованих дуплах, серед каменів, скель і бурелому — на поверхні землі. Харчування подібне як у типових деревних вивірок, особливо любить молоді паростки бамбука. Іноді може шкодити плантаціям і садам, об'їдаючи, кору молодих пагонів, бруньки і цвіт дерев.